# 草酸镓
草酸镓是一种化合物，化学式为Ga2(C2O4)3，为难溶于水的白色固体。它的四水合物可由热的硝酸镓和草酸在溶液中反应得到。它比同族的铝更容易形成草酸根配合物（[Ga(C2O4)2]−和[Ga(C2O4)3]3−）。它在175 °C的水热条件下可以分解为羟基氧化镓：
Ga2(C2O4)3 + H2O —175 °C→ 2 GaOOH + 2 CO2 + 4 CO